# 阿皮罗
阿皮罗（義大利語：Apiro），是意大利马切拉塔省的一个市镇。总面积53平方公里，人口2459人，人口密度46.4人/平方公里（2009年）。ISTAT代码为043002。